# Holger Glandorf
Pour les articles homonymes, voir Glandorf.
Holger Glandorf, né le 30 mars 1983 à Osnabrück, est un handballeur allemand évoluant au poste d'arrière droit. Avec l'équipe nationale d'Allemagne, il est notamment champion du monde 2007. 
Fidèle à son club du HSG Nordhorn pendant dix ans, il accepte cependant un transfert au TBV Lemgo pour tenter d'éviter à son club un dépôt de bilan en février 2009. Il y reste deux saisons avant de rejoindre en 2011 le SG Flensburg-Handewitt où il met un terme à sa carrière en 2020.

## Palmarès

### Club
Compétitions internationales
- Vainqueur de la Ligue des champions (1) : 2014 (avec SG Flensburg-Handewitt)
- Vainqueur de la Coupe de l'EHF (2) : 2008 (avec HSG Nordhorn) et 2010 (avec TBV Lemgo)
- Vainqueur de la Coupe des vainqueurs de coupe (1) : 2012 (avec SG Flensburg-Handewitt)

Compétitions nationales
- Championnat d'Allemagne
  - Vainqueur (2) : 2018, 2019 (avec SG Flensburg-Handewitt)
  - Deuxième (6) : 2002 (avec HSG Nordhorn), 2012, 2013, 2016, 2017, 2020 (avec SG Flensburg-Handewitt)
- Coupe d'Allemagne
  - Vainqueur (1) :  2015
  - Finaliste (5) : 2012, 2013, 2014, 2016, 2017
- Supercoupe d'Allemagne
  - Vainqueur (1) : 2013 (avec SG Flensburg-Handewitt)

### Sélection nationale
Glandorf a fait ses débuts en Équipe d'Allemagne le 4 janvier 2003 contre la Hongrie :
Championnats du monde
- Médaille d'or au Championnat du monde 2007,  Allemagne
- 5e place au Championnat du monde 2009,  Croatie
- 9e place au Championnat du monde 2005,  Tunisie
- 11e place au Championnat du monde 2011,  Suède

Championnats d'Europe
- 4e place au Championnat d'Europe 2008,  Norvège
- 7e place au Championnat d'Europe 2012,  Serbie
- 10e place au Championnat d'Europe 2010,  Autriche

Jeux olympiques
- 9e place aux Jeux olympiques de 2008 de Pékin,  Chine